# Гоголєва Тамара Яківна
Гоголєва Тамара Яківна (нар.11 січня 1931, с. Шустручей, Ленінградська область, РФ — 31 серпня 1992, Харків, похована у с. Шустручей) — вчена-хімік, доктор технічних наук (1986) та професор (1990).

## Біографія
Гоголєва Тамара Яківна закінчила у 1953 р Ленінградський технологічний інститут. Після закінчення інституту працювала у Харкові в Українському науково-дослідному вуглехімічному інституті головним науковим співробітником. У 1990—1992 роках була професором кафедри хімічної технології Харківського інженерно-економічного інституту (нині Харківський національний економічний університет імені Семена Кузнеця).

## Основні наукові дослідження
Основний напрям наукових досліджень у галузі переробки кам'яновугільної смоли і виробництва хімічних продуктів на її основі.

## Основні наукові праці
- Совершенствование и централизация производства технического нафталина // КиХ. 1987. № 11 (співавт.)
- Химия и технология переработки каменноугольной смолы. Москва, 1992 (співавт.)